# The Journal of Physical Chemistry Letters
The Journal of Physical Chemistry Letters (abreviatura J. Phys. Chem. Lett.) és una innovadora revista científica dedicada a la química física. És publicada des del gener del 2010, únicament de forma electrònica, per la Societat Química Americana. El seu factor d'impacte és 7,458 el 2014, any en què fou citada 13 562 cops. Ocupa la 8a posició de qualitat de revistes dedicades a la nanociència i a la nanotecnologia en el rànquing SCImago, i la 16a en la categoria de ciència dels materials.
Aquesta revista es dedica a la presentació ràpida d'informes de recerca bàsica experimental i teòrica, nova i original, d'interès pels químics físics, químics biofísics, físics químics, físics, científics de materials i enginyers. Un criteri important per a l'acceptació dels articles és que el document reporti un avenç científic significatiu i/o coneixement físic de manera que la seva publicació ràpida sigui essencial. Dona suport a la presentació de la ciència a través de multimèdia i és present de forma molt activa a les xarxes socials.